# Llista de Creus de Sant Jordi/2011/Entitats

#### Entitats
Informació actualitzada per un bot. Els canvis manuals es perdran quan s'actualitzi!
| Entitat                                                 | Wikidata  | Descripció                       | Imatge |
| ------------------------------------------------------- | --------- | -------------------------------- | ------ |
| Germanes Carmelites de la Caritat                       | Q3977174  | cogregació religiosa carmelitana |        |
| Agrupació Coral La Llàntia                              | Q11904325 |                                  |        |
| Associació d'Amics de l'Escola Normal de la Generalitat | Q11907002 | organització sense ànim de lucre |        |
| Associació d'Aviadors de la República                   | Q11907008 |                                  |        |
| Casa Amèrica Catalunya                                  | Q11912682 |                                  |        |
| Confraria de Sant Sebastià                              | Q11915237 |                                  |        |
| L'Eco de Sitges                                         | Q11930076 |                                  |        |
| Orquestra Melodia                                       | Q11939567 |                                  |        |
| Societat Coral Aroma Vallenca                           | Q11950002 |                                  |        |
| Centre Excursionista de Terrassa                        | Q16188425 | entitat de Terrassa              |        |
| Col·lectiu de Dones en l'Església                       | Q16189056 |                                  |        |
| Confederació Ecom Catalunya                             | Q16189742 |                                  |        |
| Esbart Teatral de Castellar del Vallès                  | Q20100509 |                                  |        |